# Niższe Seminarium Duchowne Polskiej Prowincji Zmartwychwstańców im. Bogdana Jańskiego w Poznaniu
Niższe Seminarium Duchowne im. Bogdana Jańskiego - prywatna szkoła znajdująca się w Poznaniu, w dzielnicy Wilda działająca w latach 1958-2008. 

## Historia
Zmartwychwstańcy od początku swej działalności na ziemiach polskich próbowali zakładać placówki wychowawcze. W 1889 r. ks. Paweł Smolikowski CR założył we Lwowie Niższe seminarium duchowne istniejące do roku 1895. Kolejną szkołę zakon założył w Krakowie w 1945 roku. Seminarium działało 7 lat (do 1952 r.) kiedy to zostało zamknięte przez władze komunistyczne. Trzecie niższe seminarium duchowne zostało założone w domu zakonnym zmartwychwstańców w Poznaniu przy ulicy Dąbrówki 4 w 1958 r. i istniało do 2008 roku. 
Pierwszym rektorem seminarium został ks. Mieczysław Sarnecki CR. W 1981 roku władze nadały szkole uprawnienia szkoły publicznej na okres jednego roku, a od 10 maja 1993 roku seminarium miało status państwowej szkoły niepublicznej. Realizowało program liceum ogólnokształcącego, a nauczycielami były osoby świeckie. 